# Francisco Doménech
Francisco Doménech (Barcelone, ca. 1460 - Valence, ap. 1494) est un prêcheur dominicain et graveur espagnol.

## Biographie
Des documents indiquent qu'à l'été 1487, le chapitre provincial de l'Ordre des Prêcheurs qui a lieu à Xàtiva accepte d'envoyer Francisco Doménech étudier la théologie au collège de Santa Catalina virgen y mártir de Barcelone, de 1487 à 1488,. Il y professe en 1488 et réalise la même année la gravure La Virgen del Rosario (La Vierge du Rosaire) pour la dynamique confrérie du Rosaire de Sainte Catherine.
En 1491, les actes capitulaires le mentionnent comme étant assigné au convent de Valence, qui est probablement son couvent original; il y reste jusqu'en 1494, dernière année pour laquelle on a des informations sur Francisco Doménech,.

## Œuvre

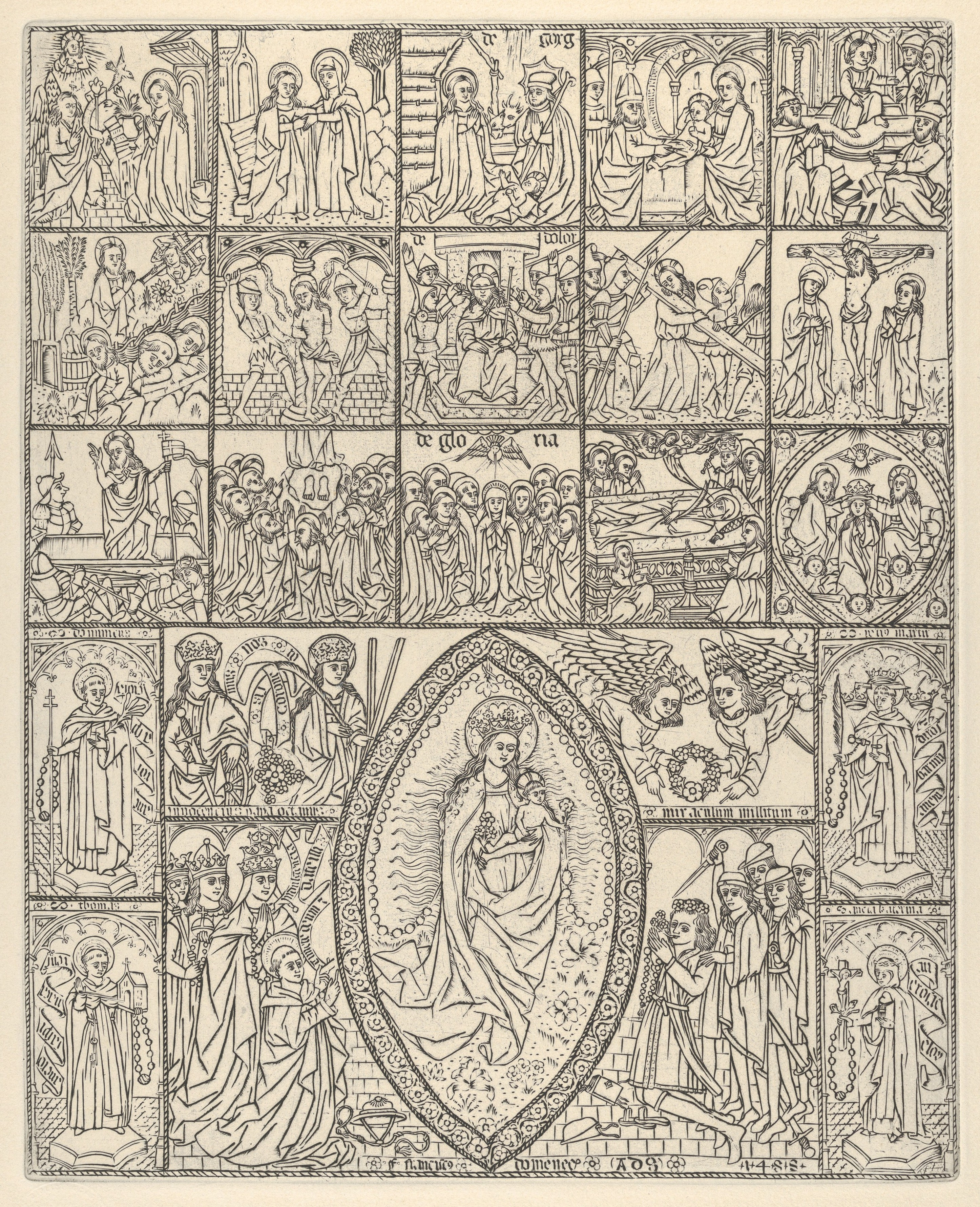
La Vierge du Rosaire, signée «A(nno) d(ivinae) g(ratiae) -1488 F. Franciscus Doménech», gravure sur cuivre (Metropolitan Museum of Art).

On ne connaît que deux œuvres de sa main : Sant Antoni Abat (en espagnol : San Antonio Abad, Saint Antoine Abat, n. d.) et Mare de Déu del Roser (en espagnol : La Virgen del Rosario, La Vierge du Rosaire, 1488), gravure au burin sur cuivre dont on conserve la plaque originale dans la chalcographie de la Bibliothèque royale de Belgique, et l'une des toutes premières gravures chalcographiques réalisées en Espagne. Cette dernière est divisée en deux parties : dans la partie supérieure, les quinze mystères du rosaire cloisonnés et dans la partie inférieure, la Vierge du Rosaire enveloppée de lumière et entourée d'anges et de saints dominicaux. C'est une œuvre très proche dans sa composition et son iconographie à celles d'une peinture sur panneau d'un auteur flamand anonyme conservé dans le Metropolitan Museum of Art.